# Пікузіно
Піку́зіно (рос. Пикузино, марій. Тӱрын Пӱнчер) — присілок у складі Гірськомарійського району Марій Ел, Росія. Входить до складу Усолинського сільського поселення.

## Населення
Населення — 107 осіб (2010; 105 у 2002).
Національний склад (станом на 2002 рік):
- гірські марійці — 93 %